# Province de Tachkent
La province de Tachkent (en ouzbek : Toshkent viloyati) est une des douze provinces de l'Ouzbékistan. Sa capitale administrative est Tachkent, ville à statut spécial située en dehors de la province et qui est également la capitale de l'Ouzbékistan.

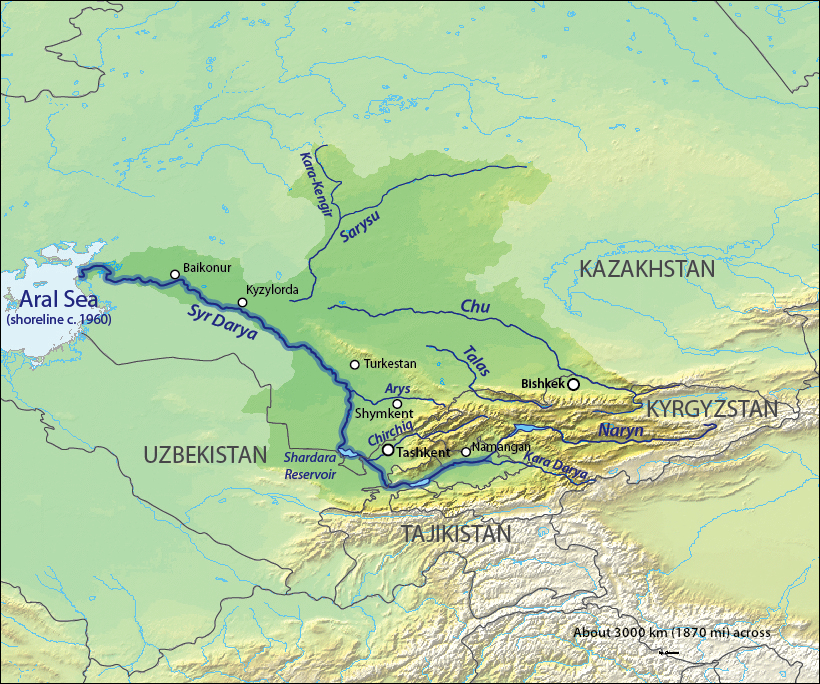
Vallée de Syr Darya

## Géographie
La province de Tachkent s'étend sur 15 300 km2 dans l'est du pays. Elle est bordée au nord par le Kazakhstan et le Kirghizistan, à l'est par la province de Namangan, au sud par le Tadjikistan et à l'ouest par la province de Syr-Daria.

## Subdivisions
La province de Tachkent est divisée en quinze districts administratifs.

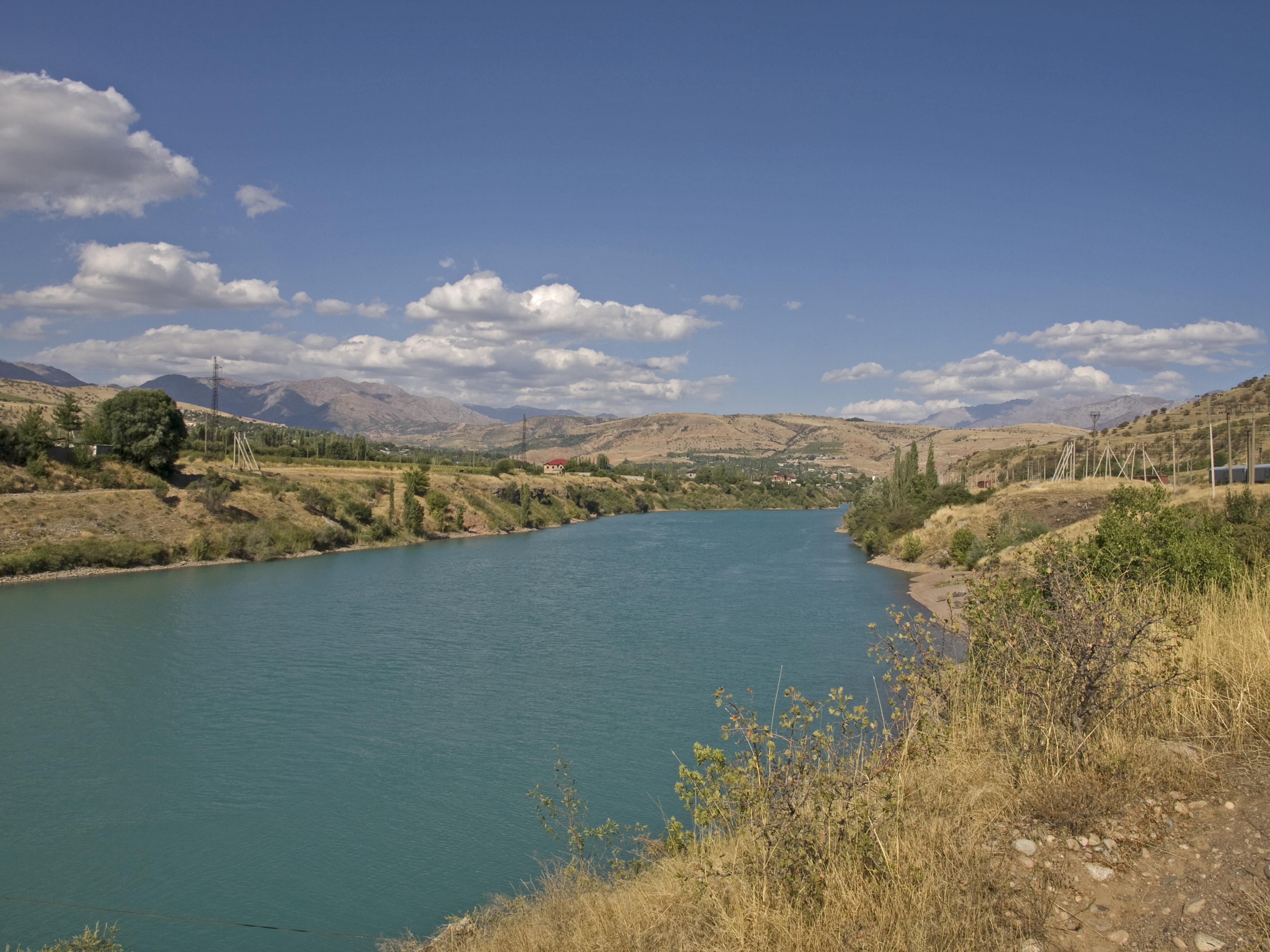
La rivière Chirchiq à Khodjikent

### Villes
Les villes principales sont Angren, Olmaliq, Okhangaron, Bekabad, Tchirtchik , Gazalkent, Keles, Parkent, Toytepa, Yangiabad et Yangiyo‘l.

## Dirigeants
| Nom                          | de                | à                |
| ---------------------------- | ----------------- | ---------------- |
| Sayfulla Saidaliyev          | 4 janvier 1992    | 9 décembre 1993  |
| Mirzamurod Ikromov           | 9 décembre 1993   | 1996             |
| Erkin Roʻziyev               | 1996              | 1997             |
| Ummat Mirzaqulov             | 12 décembre 1998, | 2004             |
| Kozim Toʻlaganov             | 29 janvier 2004,  | 8 novembre 2005  |
| Mirzamashrab Kuchchiyev      | 8 novembre 2005   | 2006             |
| Ziyavitdin Niyozov (intérim) | 2006              | 17 décembre 2008 |
| Rustam Xolmatov              | 17 décembre 2008  | 3 avril 2013     |
| Ahmadjon Usmonov             | 3 avril 2013      | 5 février 2015   |
| Sodiq Abdullayev             | 5 février 2015    | 12 août 2016     |
| Islomjon Ergashxoʻjayev      | 12 août 2016      | 16 décembre 2016 |
| Shukrullo Boboyev            | 16 décembre 2016  | 30 octobre 2017  |
| Gʻulomjon Ibragimov          | 30 octobre 2017   | actuel           |